# Рунку (Бузеу)
Рунку (рум. Runcu) — село у повіті Бузеу в Румунії. Входить до складу комуни Пирсков.
Село розташоване на відстані 103 км на північ від Бухареста, 25 км на північний захід від Бузеу, 114 км на захід від Галаца, 84 км на південний схід від Брашова.

## Населення
За даними перепису населення 2002 року у селі проживали 173 особи, усі — румуни. Усі жителі села рідною мовою назвали румунську.